# Membri ai Academiei Române - K
Aceasta este o listă a tuturor membrilor Academiei Române ale căror nume încep cu litera K, începând cu anul înființării Academiei Române (1866) până în prezent.
- Ioan Kalinderu (1840 - 1913), jurist, publicist, membru titular (1893)
- Nicolae Kalinderu (1835 - 1902), medic, membru corespondent (1890)
- August Kanitz (1843 - 1896), botanist, membru corespondent (1882)
- Constantin Karadja (1889 - 1950), istoric, bibliograf, bibliofil, membru de onoare (1946)
- Gheorghe T. Kirileanu (1872 - 1960), folclorist, membru de onoare (1948)
- Costin Kirițescu (1908 - 2002), economist, membru titular (1992)
- Gustav-Oswald Kisch (1889 - 1938), pastor, filolog, membru de onoare (1933)
- Wilhelm Karl W. Knechtel (1884 - 1967), entomolog, membru titular (1955)
- Mihail Kogălniceanu (1817 - 1891), istoric, scriitor, publicist, om politic, membru titular (1868)
- Arthur Kreindler (1900 - 1988), medic, membru titular (1948)
- Constantin A. Kretzulescu (1809 - 1884), om politic, membru de onoare (1871)
- Nicolae Kretzulescu (1812 - 1900), medic, om politic, membru titular (1871)